# Valkealampi (sjö i Ilomants, Norra Karelen)
Valkealampi är en sjö i kommunen Ilomants i landskapet Norra Karelen i Finland. Sjön ligger 145,4 meter över havet. Den är 15 meter djup. Arean är 62 hektar och strandlinjen är 4,55 kilometer lång. Sjön  ingår i Vuoksens huvudavrinningsområde.   Den ligger omkring 67 kilometer nordöst om Joensuu och omkring 440 kilometer nordöst om Helsingfors. 